# Novena (Singapur)
Novena ist ein Planungsgebiet in der Central Region in Singapur. Die Novena wird im Norden von Toa Payoh, im Westen von Bukit Timah, im Süden von Tanglin und im Osten von Kallang begrenzt. Während Novena vom Housing and Development Board (HDB) nicht als „neue Stadt“ eingestuft wird, ist das Anwesen von Whampoa in der Subzone von Balestier Teil der neuen Stadt Kallang/Whampoa.
Das Tan Tock Seng Hospital, das 1844 vom Philanthrop Tan Tock Seng gegründet wurde und eines der ältesten und am stärksten frequentierten Krankenhäuser in Singapur ist, befindet sich in dieser Gegend.

## Etymologie
Novena und die dazugehörigen Straßen, Gebäude und die MRT Station sind nach der Novena Church (kanonisch die Kirche des Heiligen Alphonsus Liguori) in der Region benannt.
Die heutigen Räumlichkeiten der Kirche gehörten einem wohlhabenden chinesischen Geschäftsmann, Wee Kah Kiat. Die Räumlichkeiten wurden 1948 von den Priestern der Redemptoristen gekauft, wo im Mai 1950 eine kleine Kirche gebaut wurde, die unserer Mutter der ewigen Hilfe namens Kirche des Heiligen Alphonsus gewidmet war. Der Überlieferung nach begannen die Novenen für Unsere Liebe Frau der ewigen Hilfe im Januar 1949 und wurden stark publiziert und verbreiteten sich sofort im Jahr 1951, wie von Papst Pius XI. beabsichtigt.
Die Balestier Road wurde nach Joseph Balestier benannt, der im 19. Jahrhundert als amerikanischer Diplomat diente.

## Wohnungssituation
Land in Novena ist teuer, weil es in der Nähe des zentralen Bereichs liegt, in dem sich die Hotels befinden. Es liegt auch in der Nähe der ersten Satellitenstadt, Toa Payoh. Es gibt nur wenige HDB-Wohnungen in Novena, die meisten davon sind Eigentumswohnungen und Privathäuser.

## Bildung
Ab 2017 gibt es in diesem Gebiet insgesamt drei Grundschulen, drei weiterführende Schulen und ein Catholic Junior College.

## Krankenhaus

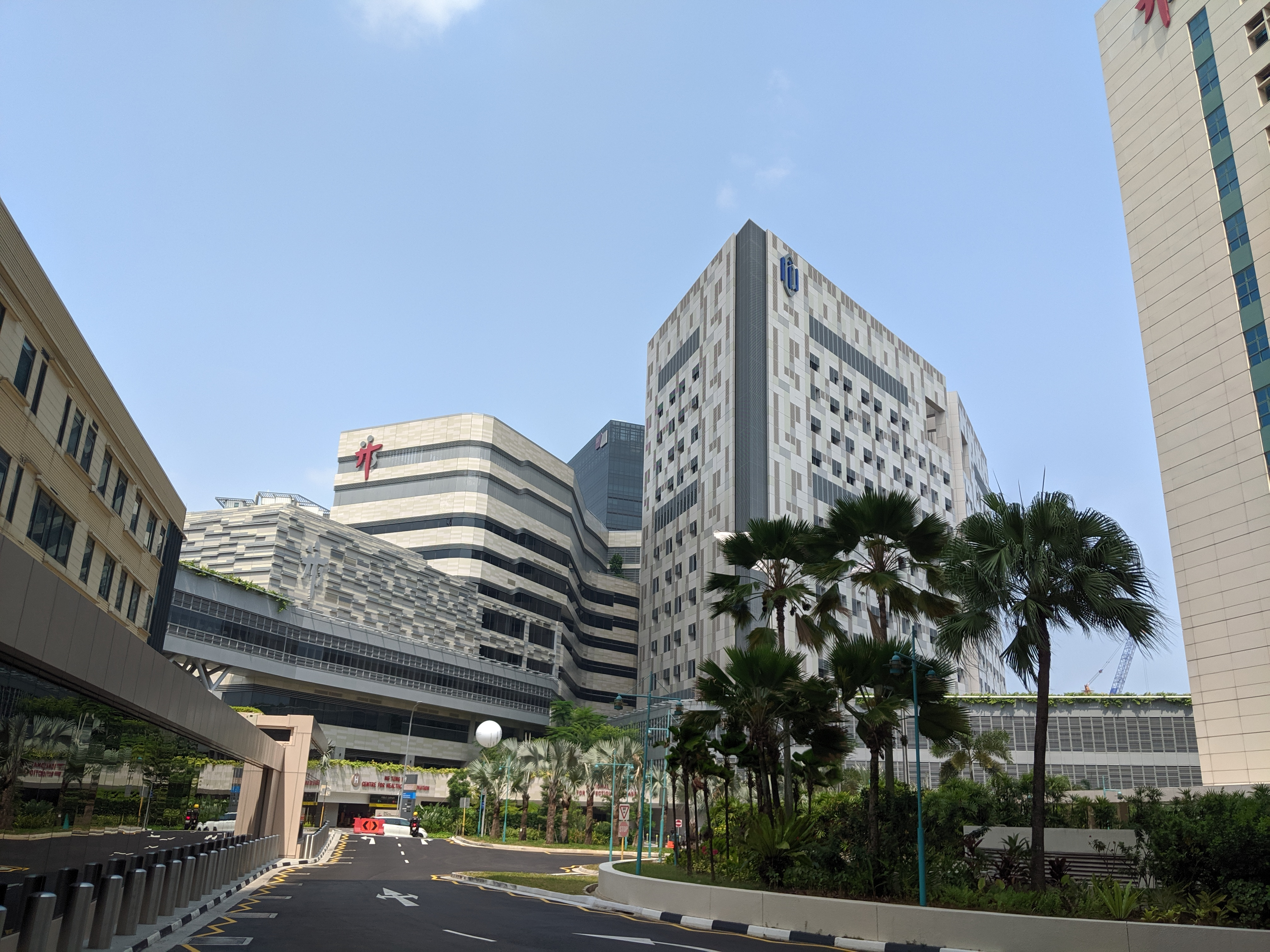
National Centre for Infectious Diseases

### National Centre for Infectious Diseases
Vor der Einrichtung einer Quarantäneeinrichtung in der Moulmein Road gab es 1907 ein Quarantänelager in Balestier. Die 1913 eröffnete Quarantäneeinrichtung in der Moulmein Road war ursprünglich als Isolationskrankenhaus bekannt. Es wurde später 1920 in Middleton Hospital umbenannt, in Anerkennung von Dr. W. R. C. Middleton, der nach seiner Pensionierung 27 Jahre lang im Krankenhaus gedient hatte. Das Zentrum wurde 1985 zu einer Zweigstelle des Tan Tock Seng Krankenhauses (TTSH), wurde in Zentrum für übertragbare Krankheiten (CDC) umbenannt und unter die Leitung der National Healthcare Group gestellt. Am 1. April 1995 wurde es von TTSH direkt verwaltet.
Im März 2003 war CDC der zentrale Punkt des SARS-Ausbruchs in Singapur. Bestehende HIV-Patienten mussten an einen anderen Ort im Zentrum gebracht werden, während Patienten mit Hauterkrankungen entlassen werden mussten, um Platz für den SARS-Quarantänepatienten zu machen. Im Verlauf des Ausbruchs übernahm TTSH am 22. März 2003 das Hauptkrankenhaus für die Quarantäne und Behandlung von SARS-Patienten. Das ähnliche Verfahren wurde dann bei der Grippepandemie 2009/10 angewendet.
Am 7. September 2019 wurde das Nationale Zentrum für Infektionskrankheiten vom Gesundheitsminister Gan Kim Yong offiziell eröffnet. Es verfügt über modernste Technologien und verfolgt Patienten im Gebäude, um die Ausbreitung von Ausbrüchen zu verhindern. Darüber hinaus beherbergt das Gebäude Singapurs erste hochrangige Isolationseinheit für hoch ansteckende, sogar tödliche Krankheiten wie Ebola. Die NCID wird derzeit als Isolationseinrichtung für mit COVID-19 infizierte Patienten verwendet.
Darüber hinaus hatte Lee Hsien Loong am 31. Januar 2020 die Einrichtung des Nationalen Zentrums für Infektionskrankheiten besichtigt.

## Infrastruktur
Novena ist entlang der Nord-Süd-Linie (Singapur) mit der MRT-Station Novena verbunden. Dieser Bereich hat keinen Busaustausch, der nächste ist Toa Payoh.
Im Zentrum dieses Gebiets steht der Novena Square, eine gemischt genutzte Siedlung direkt über der Station Novena. Das Novena Medical Centre befindet sich auf den Ebenen 8 bis 11 des Einkaufszentrums Square 2. Angrenzend an den Office Tower des Novena Square befindet sich ein Einkaufszentrum mit Sportmotiven namens Novena Velocity. Gegenüber dem Novena Square und gegenüber der Kreuzung der Newton Road, der Moulmein Road und der Thomson Road befindet sich das United Square Shopping Mall, ein kinderorientiertes Einkaufszentrum mit Geschäften für Kleinkinder, Kinder und Eltern. Zu den Geschäften in der Novena-Gegend zählen Starbucks (eine am United Square und eine am Novena Square), Cold Storage, Decathlon und der neu eröffnete Don Don Donki am Square 2, einem japanischen Discounter. Zu den Banken in der Region Novena gehören POSB und UOB. Seit Square 2 und Velocity in den letzten Jahren ihre Geschäftstätigkeit aufgenommen haben, hat Novena erhebliche Verbesserungen bei der Eröffnung neuer Geschäfte in der Region verzeichnet.

## Politik
Zuvor war dieser Wahlkreis von 1959 bis 1991 Teil des Wahlkreises Moulmein und wurde von 1991 bis 1997 in Kampong Glam GRC und von 1997 bis 2001 in Kreta Ayer-Tanglin GRC zusammengeführt. In diesen beiden GRCs war Sinnakaruppan Ramasamy von 1991 bis 2001 Abgeordneter für Moulmein. Später war es von 2001 bis 2011 an Tanjong Pagar GRC gegangen. Zwei Abgeordnete, Khaw Boon Wan und Lui Tuck Yew, haben hier ihre politischen Zähne geschnitten.
In den Jahren 2011 bis 2015 war Lui Tuck Yew sogar zu Moulmein-Kallang GRC gegangen, bevor der Wahlkreis 2015 aufgelöst wurde und bevor er in den Ruhestand ging. Er wurde von Melvin Yong in Tanjong Pagar GRC ersetzt. Der Wahlkreis war sogar nach Bishan-Toa Payoh GRC (Toa Payoh East-Novena) gezogen, und der Abgeordnete ist Saktiandi Supaat. Im Jahr 2020 wurde dieser Wahlkreis sogar in Jalan Besar GRC (Whampoa) verlegt, während der Wahlkreis in Novena-Whampoa umbenannt wird.